# Lomechusa throngensis
Lomechusa throngensis – gatunek chrząszcza z rodziny kusakowatych i podrodziny Aleocharinae.
Gatunek ten opisany został w 1994 roku przez Kohei Sawadę na podstawie 10 okazów odłowionych w 1983 roku.
Chrząszcz o ciemnorudobrązowym, przysadzistym ciele długości 4,5 mm. Głowa wgłębiona między czułkami. Nasadowy człon czułków największy, a drugi najmniejszy. Warga górna z około 20 parami szczecinek. Czteroczłonowe głaszczki szczękowe o tęgim, zakrzywionym i nieco dłuższym od trzeciego członie drugim. Obie żuwki gęsto orzęsione. Warga dolna wieloszczeciniasta. Szeroki języczek jest z przodu ścięty. W obrysie przedplecze jest prawie wielokątne. Samiec ma wierzchołkowy płat edeagusa w widoku bocznym szeroki, na spodzie szeroko łukowaty, na grzbiecie zafalowany, tępo zakończony. Wąski i podłużny płat kopulacyjny ma trójkątny wierzchołek. Speramteka samicy o tęgiej torebce kopulacyjnej i gwałtownie rozszerzonym u wierzchołka przewodzie.
Owad myrmekofilny, spotykany w gniazdach należących prawdopodobnie do Formica sanguinea. Znany wyłącznie z przełęczy Thorong w Nepalu.